# Zygodesmus fuscus
Zygodesmus fuscus är en svampart som beskrevs av Corda 1837. Zygodesmus fuscus ingår i släktet Zygodesmus, divisionen basidiesvampar och riket svampar.   Inga underarter finns listade i Catalogue of Life.